# Konotopî, Sokal
Konotopî (în ucraineană Конотопи) este un sat în comuna Opilsko din raionul Sokal, regiunea Liov, Ucraina.

## Demografie
Componența lingvistică a localității Konotopî
     Ucraineană (99,57%)
     Alte limbi (0,43%)
Conform recensământului din 2001, majoritatea populației localității Konotopî era vorbitoare de ucraineană (99,57%), existând în minoritate și vorbitori de alte limbi.